# شارع محمد علي (فلم)
شارع محمد علي، فيلم سينمائي مصري أبيض وأسود. إنتاج عام 1944، - تمثيل: هاجر حمدي، حورية محمد، فردوس محمد، ميمي شكيب، عبد الغني السيد. تأليف: أبو السعود الإبياري، إخراج نيازي مصطفى.

## قصة الفيلم
تسكن (نعيمة) الراقصة مع زوجة أبيها العالمة التي تعشق المال فتستولي على ما تربحه (نعيمة) من مهنتها، تتعرف (نعيمة) على المطرب (إسماعيل جابر) ويربط الحب بين قلبيهما ويتعاهدان على الزواج ، لكن زوجة الأب تعترض على هذا الزواج حيث أن فق هذا المطرب المبتدئ لا يمكنها من الحصول على المال، وتختار (لنعيمة) زوجًا ثريًا وتضغط عليها لقبوله فتضطر نعمية للزواج من هذا الثري القروي شعبان الذي يسيء عشرتها ، حين تلجأ إلى زوجة أبيها لا تبالي حيث أنها حصلت من هذا الزوج على مبلغ من المال ، لكن نعيمة تكتشف سلوكيات الزوج غير الأخلاقية وترفض بشدة مجاراته فيها وتهرب من منزل الزوجية فتزل قدمها وتنكسر مما يمنعها من الحركة لمدة طويلة ، فانفض عنها المعجبون لتعود إلى شارع محمد على لتلتقي بإسماعيل الذي بدأ نجمه يعلو في الغناء ويقف إسماعيل إلى جوارها لتعرف قيمة الأحباء الذين لا يمكن شراؤهم بالمال.

## الأغاني
الفيلم من بطولة نجم الغناء عبد الغني السيد، وألف الأغاني عبد العزيز سلام، وأبو السعود الإبياري، ولحنها رياض السنباطي، ومحمد فوزي، و محمود الشريف، إضافة إلى عبد الغني السيد نفسه.

## روابط خارجية
- مقالات تستعمل روابط فنية بلا صلة مع ويكي بيانات